# Cyllopoda roxana
Cyllopoda roxana är en fjärilsart som beskrevs av Druce 1885. Cyllopoda roxana ingår i släktet Cyllopoda och familjen mätare. Inga underarter finns listade i Catalogue of Life.